# Mineral County (West Virginia)
Mineral County ist ein County im Bundesstaat West Virginia der Vereinigten Staaten. Der Verwaltungssitz (County Seat) ist Keyser. Das U.S. Census Bureau hat bei der Volkszählung 2020 eine Einwohnerzahl von 26.938 ermittelt.

## Geographie
Das County liegt im Nordosten von West Virginia, grenzt im Norden und Nordwesten an Maryland und hat eine Fläche von 852 Quadratkilometern, wovon vier Quadratkilometer Wasserfläche sind. Es grenzt im Uhrzeigersinn an folgende Countys: Allegany County (Maryland), Hampshire County, Grant County und Garrett County (Maryland).

## Geschichte
Mineral County wurde am 1. Februar aus Teilen des Hampshire County gebildet. Benannt wurde es nach den in dieser Gegend reichhaltigen Eisenerzvorkommen. 1669 bekam John Lederer, ein deutscher Arzt und Erforscher der Appalachen, von Sir William Berkeley die Erlaubnis das Gebiet des heutigen Mineral County zu betreten, das er, neben anderen Gebieten, von da an erforschte.

## Demografische Daten

Alterspyramide des Mineral County

Nach der Volkszählung im Jahr 2000 lebten im Mineral County 27.078 Menschen in 10.784 Haushalten und 7.710 Familien. Die Bevölkerungsdichte betrug 32 Einwohner pro Quadratkilometer. Ethnisch betrachtet setzte sich die Bevölkerung zusammen aus 96,16 Prozent Weißen, 2,55 Prozent Afroamerikanern, 0,11 Prozent amerikanischen Ureinwohnern, 0,20 Prozent Asiaten, 0,01 Prozent Bewohnern aus dem pazifischen Inselraum und 0,21 Prozent aus anderen ethnischen Gruppen; 0,76 Prozent stammten von zwei oder mehr Ethnien ab. 0,58 Prozent der Bevölkerung waren spanischer oder lateinamerikanischer Abstammung.
Von den 10.784 Haushalten hatten 30,4 Prozent Kinder und Jugendliche unter 18 Jahre, die bei ihnen lebten. 57,9 Prozent waren verheiratete, zusammenlebende Paare, 9,7 Prozent waren allein erziehende Mütter, 28,5 Prozent waren keine Familien, 25,0 Prozent waren Singlehaushalte und in 11,5 Prozent lebten Menschen im Alter von 65 Jahren oder darüber. Die Durchschnittshaushaltsgröße betrug 2,46 und die durchschnittliche Familiengröße lag bei 2,93 Personen.
Auf das gesamte County bezogen setzte sich die Bevölkerung zusammen aus 23,4 Prozent Einwohnern unter 18 Jahren, 8,6 Prozent zwischen 18 und 24 Jahren, 27,1 Prozent zwischen 25 und 44 Jahren, 25,9 Prozent zwischen 45 und 64 Jahren und 15,1 Prozent waren 65 Jahre alt oder darüber. Das Durchschnittsalter betrug 39 Jahre. Auf 100 weibliche Personen kamen 95,8 männliche Personen. Auf 100 Frauen im Alter von 18 Jahren oder darüber kamen statistisch 93,0 Männer.
Das jährliche Durchschnittseinkommen eines Haushalts betrug 31.149 USD, das Durchschnittseinkommen der Familien betrug 37.866 USD. Männer hatten ein Durchschnittseinkommen von 32.337 USD, Frauen 20.090 USD. Das Prokopfeinkommen betrug 15.384 USD. 11,5 Prozent der Familien und 14,7 Prozent der Bevölkerung lebten unterhalb der Armutsgrenze. Davon waren 21,1 Prozent Kinder oder Jugendliche unter 18 Jahre und 11,6 Prozent waren Menschen über 65 Jahre.